# Silvio Bankert
Silvio Bankert (* 13. Juli 1985 in Luckenwalde) ist ein ehemaliger deutscher Fußballspieler und heutiger -trainer.

## Karriere
In seiner Jugendzeit spielte Silvio Bankert bei seinem Heimatverein FSV Luckenwalde. Mit der U19 von Energie Cottbus schaffte er als Spielführer den Aufstieg in die Junioren-Bundesliga. In den folgenden Jahren gehörte Silvio zum festen Bestandteil der U23-Mannschaft und stieg mit dieser 2007 in die Regionalliga (damals 3. Liga) auf. In der Saison 2007/08 gehörte er zum Profikader und war Kapitän der U23-Mannschaft. 2008 wechselte er zum 1. FC Magdeburg, bei dem Bankert zum Stammpersonal gehörte. Hier absolvierte er 54 Regionalligaspiele und gewann den Landespokal Sachsen-Anhalt 2009. 2010 wechselte er zum Chemnitzer FC, mit dem er sofort 2010/11 Meister der Regionalliga Nord wurde und in die 3. Liga aufstieg. Dort wurde in der Saison 2011/12 mit einem neunten Platz ungefährdet der Klassenerhalt geschafft sowie der Landespokal errungen. In der folgenden Saison wurden die Himmelblauen 6 der 3. Liga und Bankert gehörte zum Stammpersonal von Trainer Gerd Schädlich. In der Saison 2013/14 war Bankert Kapitän des Chemnitzer FC und absolvierte 37 Spiele, was am Ende der Saison den Landespokal sowie Tabellenplatz 12 bedeutete.
Zur Saison 2014/15 wechselte Bankert erneut zum 1. FC Magdeburg und unterschrieb hier einen Dreijahresvertrag. Am Ende der Saison wurde er Meister in der Regionalliga Nordost sowie Landespokalsieger. In den anschließenden Relegationsspielen gegen Kickers Offenbach, bei denen Bankert jeweils eingesetzt wurde, gelang der Aufstieg in die 3. Liga.
Nach der Saison 2015/16 und Tabellenplatz 4 der 3. Liga beendete Bankert seine Karriere.

## Nach der aktiven Karriere
2016/2017 machte Bankert seine ersten Trainererfahrungen und betreute die U19 des 1. FC Magdeburg, mit dem er den Landespokal gewann. Zur Saison 2017/18 wechselte Bankert als Co-Trainer zu den Profis des 1. FC Magdeburg. Unter Chef-Trainer Jens Härtel gelang der Aufstieg in die 2. Bundesliga sowie der Landespokalgewinn. Nach der Entlassung von Härtel im November 2018 blieb er als Assistenztrainer beim 1. FC Magdeburg und unterstützte die folgenden Cheftrainer Michael Oenning, Stefan Krämer, Claus-Dieter Wollitz sowie Thomas Hoßmang. Nach dessen Demission am 9. Februar 2021 übernahm er gemeinsam mit Matthias Mincu vorläufig die Trainingsleitung beim vormaligen Europapokalsieger.

## Kuriosum
Bankert war als Assistenztrainer des 1. FC Magdeburg der Erste, der durch die Neueinführung von Karten gegen Vereinsoffizielle mit Rot bestraft wurde. In der Partie des 1. Spieltags der Drittligasaison 2019/20 gegen Eintracht Braunschweig hatte er den Spielball aus der Coachingzone gekickt und dabei den am Boden liegenden Braunschweiger Marcel Bär getroffen.